# 新北市立圖書館總館

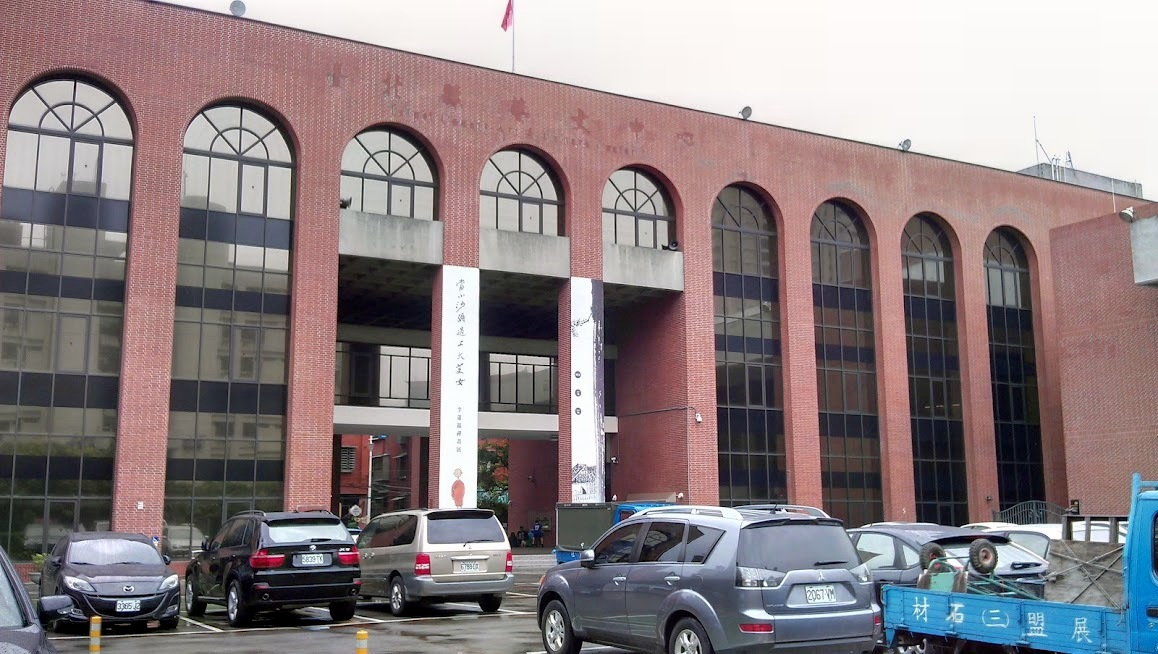
1983年至2015年的總館建築，後改為江子翠分館

新北市立圖書館總館是新北市立圖書館的總圖書館，位於新北市板橋區貴興路139號，鄰近新北市政府消防局本部、台北遠東通訊園區。為台灣首座符合通用設計之公共建築，並陸續獲得「國家卓越建設獎最佳規劃設計類金質獎」、「通用設計圖書館認證標章」、「內政部友善建築」、「百大創新產品獎―公共服務類」、「建築碳足跡認證鑽石級」、「第七屆臺灣健康城市暨高齡友善城市創新成果獎―健康產業獎」、「臺灣十大非去不可圖書館」等獎項。

## 歷史
- 1948年臺北縣立圖書館成立之初，借用板橋中山堂二樓為臨時館舍，首任館長為洪孝友。
- 1963年，遷至板橋文昌街興建五十坪新館舍。
- 1975年5月1日，再遷至板橋中正路6號[2]新建六百五十餘坪的四層樓獨立館舍。
- 1979年，臺北縣政府成立「臺北縣立文化中心籌備處」（新北市政府文化局前身），並選定新館地點，由高而潘建築師規劃設計。
- 1983年10月8日，臺北縣立圖書館隨臺北縣立文化中心（現新北市藝文中心）落成啟用後遷入。
- 2011年10月，新北市立圖書館總館於板橋區貴興路139號動工[3]
- 2015年5月10日，新總館試營運。
- 2015年6月30日，新總館正式營運，位於板橋區莊敬路62號之總館原址改為板橋江子翠分館。

## 建築與設施

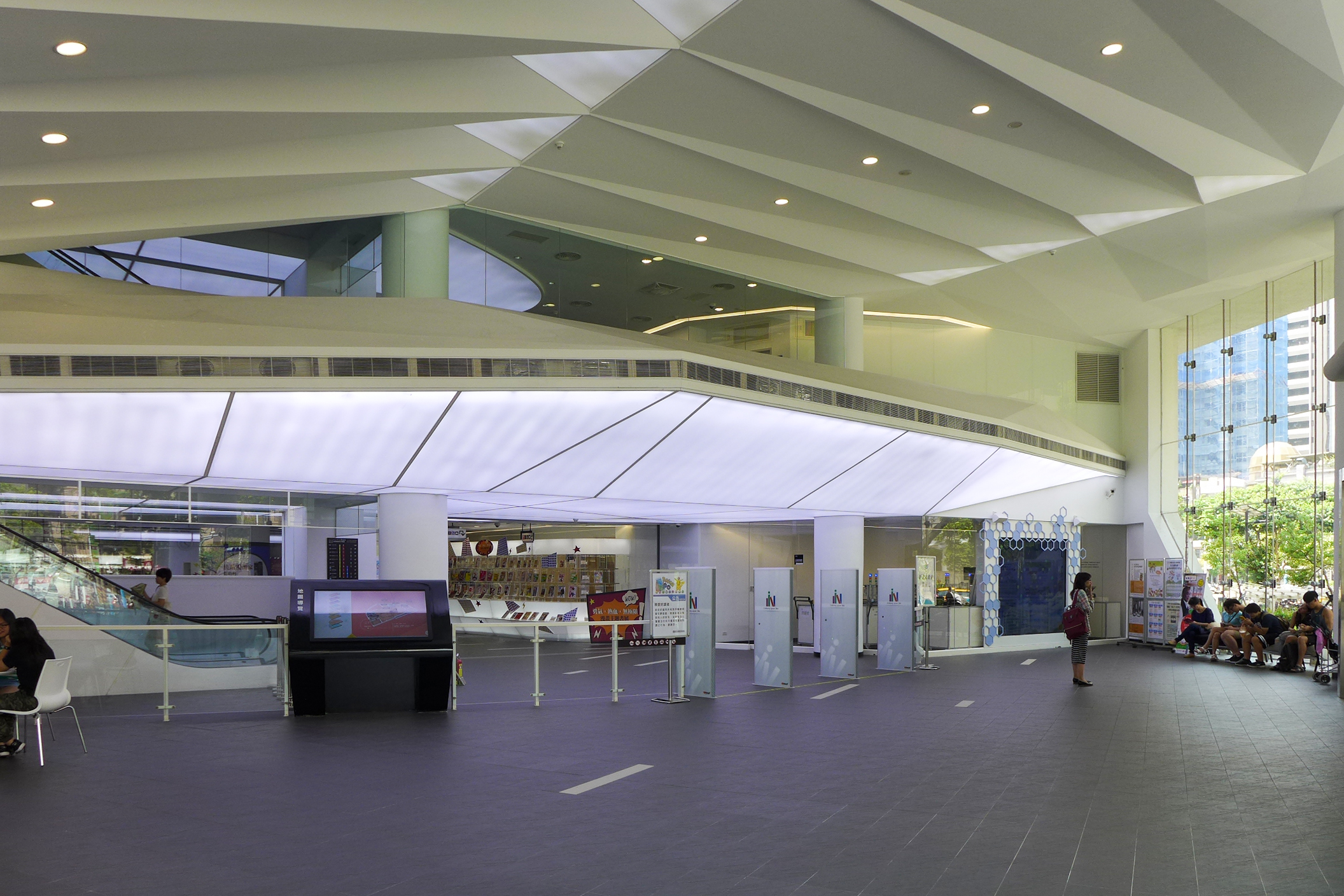
1樓大廳

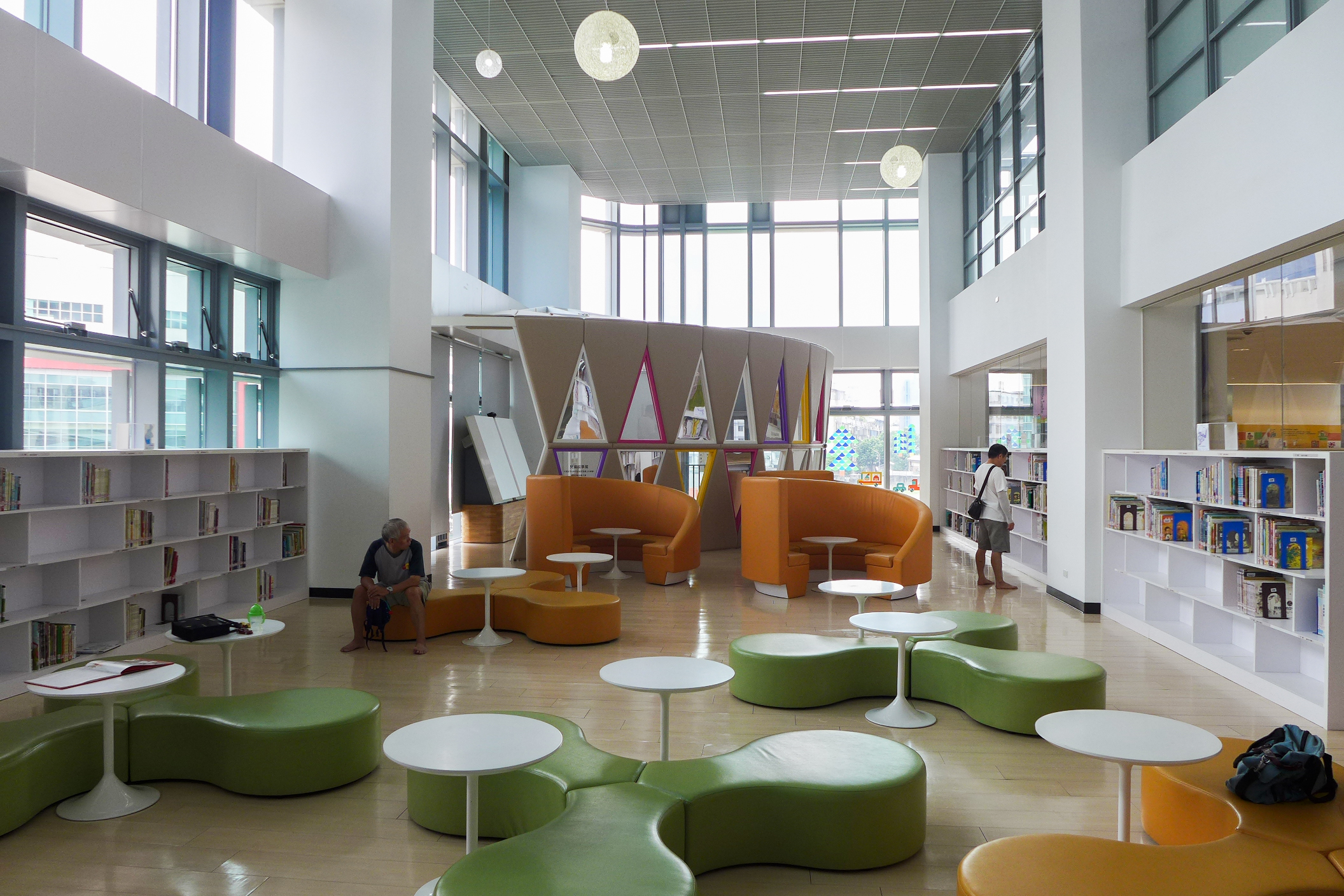
3樓親子共讀區

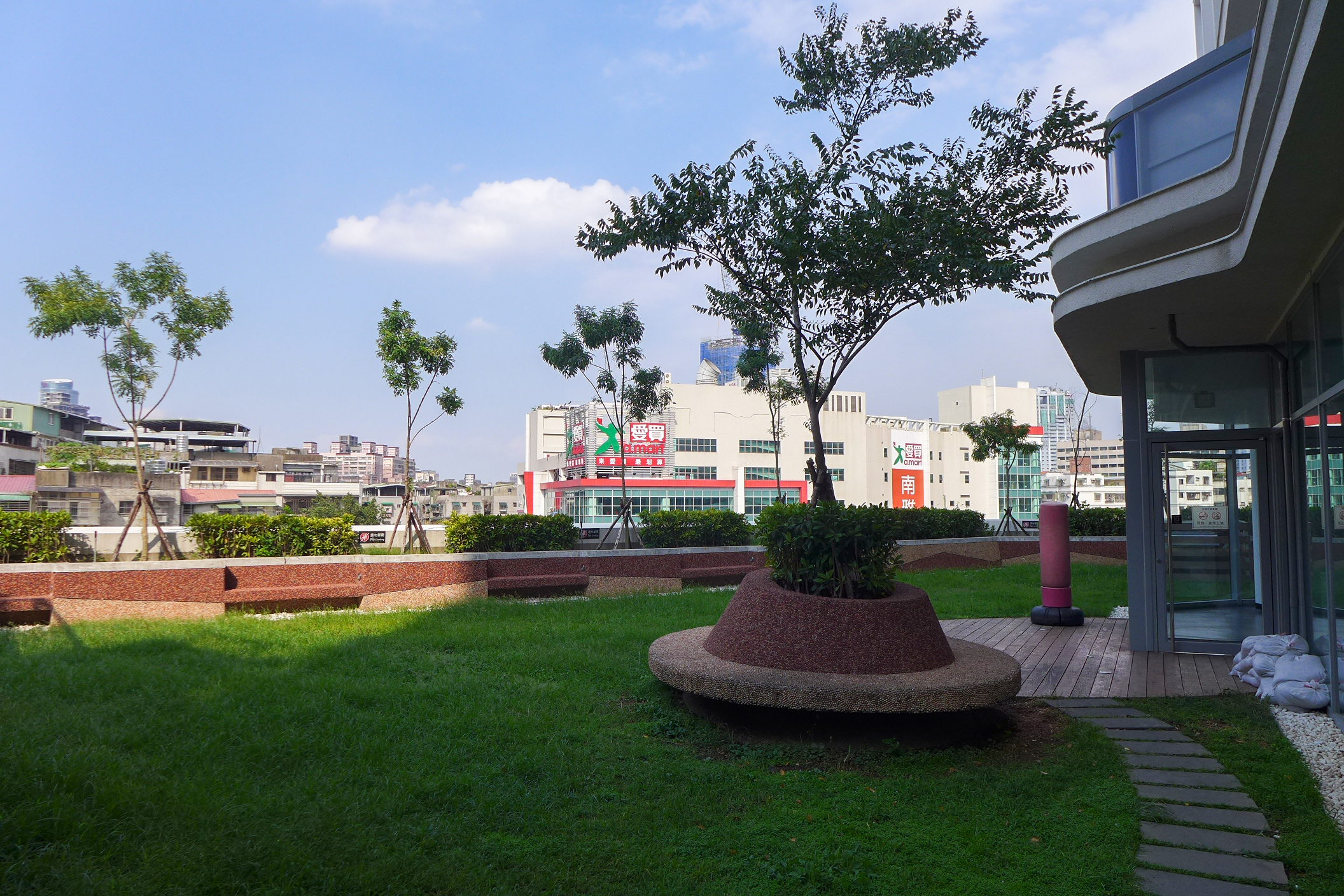
4樓平台花園

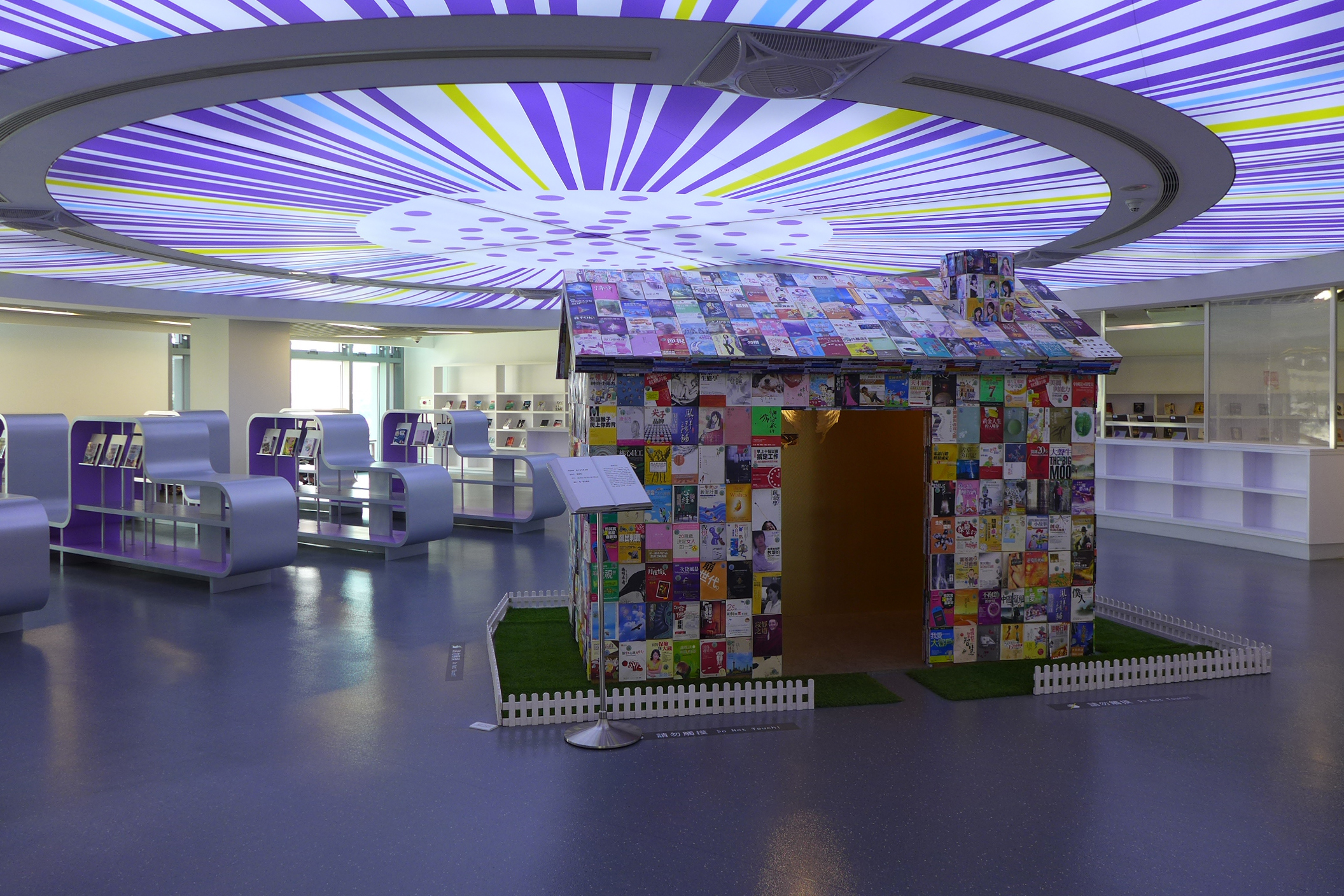
6樓內部書庫區

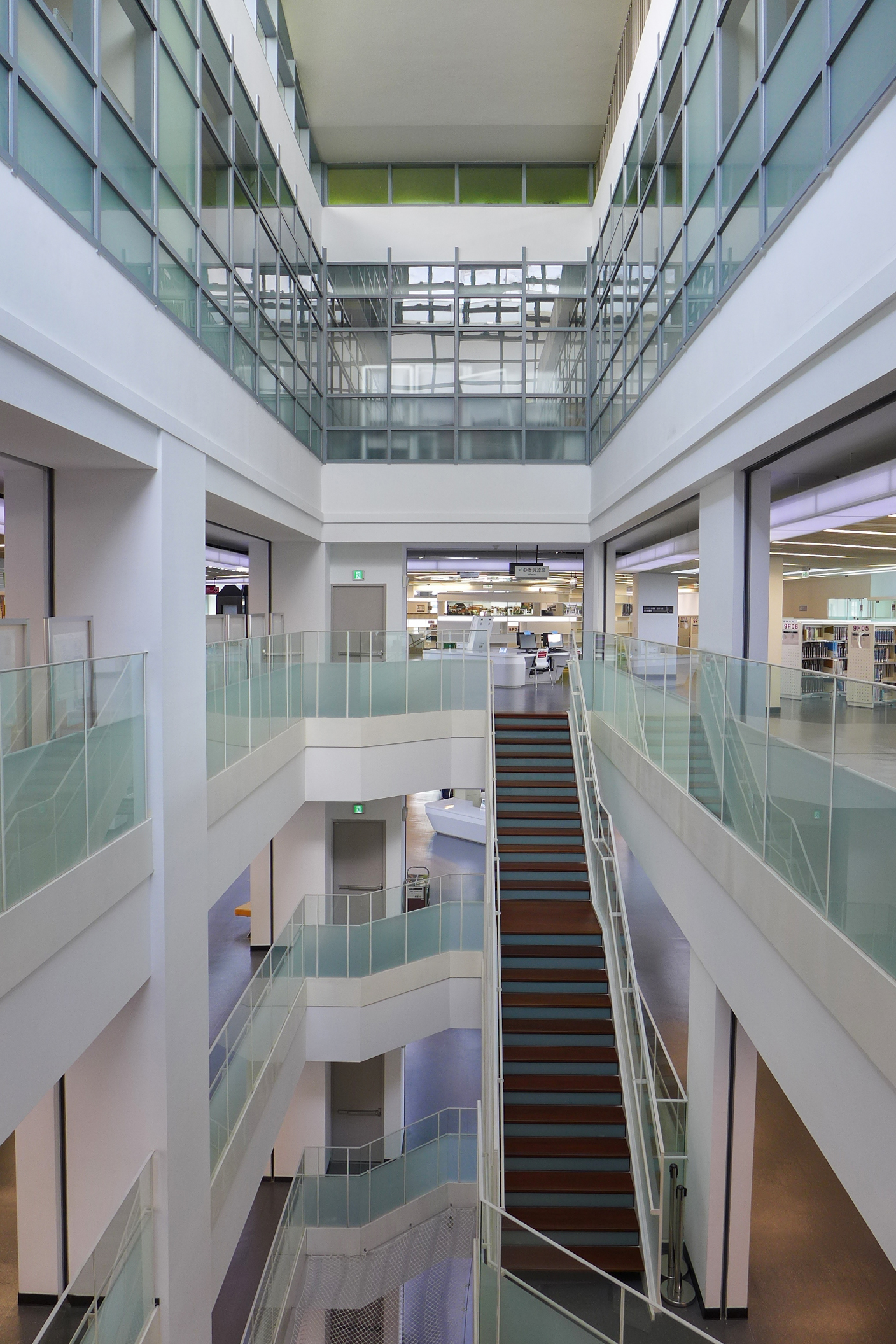
6-9樓中庭

總館新址位於板橋區台北捷運亞東醫院站北側，為鑽石級綠建築公共圖書館，由楊瑞禎建築師事務所與印記聯合建築師事務所設計，基地面積6,137.00平方公尺、建築面積2,791.31平方公尺、總樓地板面積 30,792.40平方公尺。圖書館大樓地上10樓，地下3樓，樓高49.55公尺，興建經費12.5億元。大樓北側立面以「書」與「架」為造型概念，並以外凸的閱讀櫥窗，象徵透過閱讀所帶來的無限空間；南向立面則以「科技」為概念，條碼形式的開窗搭配雙層水平遮陽板，同時達成科技意象與節能功效。

### 樓層配置
| 樓層 | 性能               | 分區 |
| ---- | ------------------ | --- |
| 總館 |                    | |
| 10   | 辦公室             | 行政辦公室 |
| 9    | 參考資源區、會議室 | 參考資源區、西文及多元文化區、地方文獻區、會議室                                                                     |
| 8    | 書庫區             | 書庫區（0：總類、1：哲學類、2：宗教類、3：自然科學類）、政府出版品、簡體中文資源區、悅讀角（復古美式風、日式禪風）   |
| 7    | 書庫區             | 書庫區（4：應用科學類、5：社會科學類、6-7史地類）、討論室、悅讀角（地中海風）                                        |
| 6    | 書庫區             | 書庫區（8：文學類、9：藝術類）、悅讀角（英國古典風、南法鄉村風、峇里島風）                                           |
| 5    | 視聽區             | 視聽區、資訊檢索與數位資源區、團體視聽區、多媒體教室、研習教室、視聽小間、多功能室、悅讀角（北歐簡約風）、電競體驗區 |
| 4    | 自修室、漫畫區     | 自修室、漫畫區、公共圖書館新北分區資源中心、陽光小屋                                                                 |
| 3    | 兒童閱覽室         | 兒童閱覽區、兒童故事區、演講廳（入口）、親子共讀區、哺集乳室                                                         |
| 2    | 期刊室             | 期刊報紙閱覽區、過期報刊區、終身學習區                                                                               |
| 1    | 大廳               | 流通服務檯、總館自動取書區、24小時還書區、新書展示區、新北光影、點字資料室、活動推廣區、喫一本書(輕食區)             |

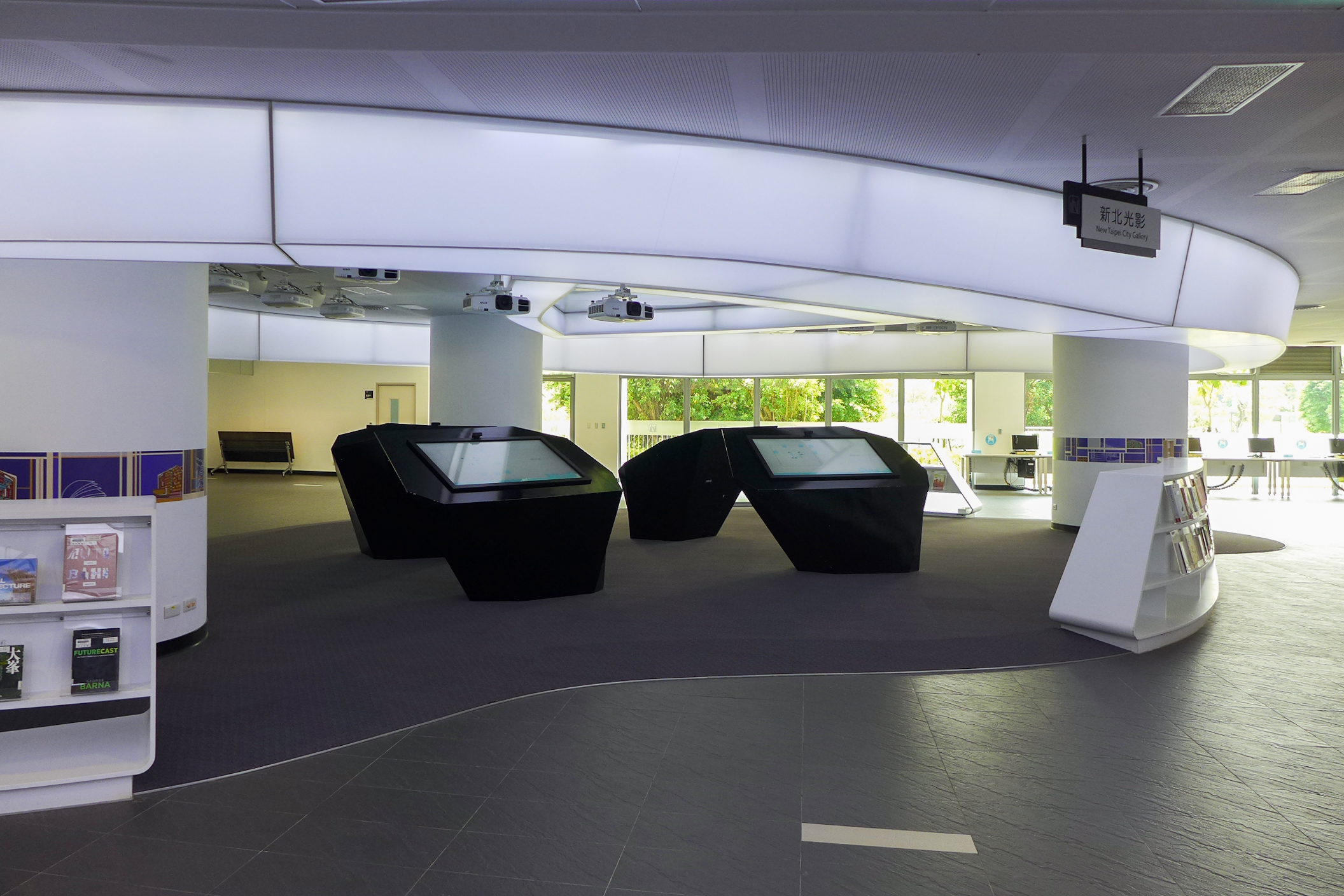
1樓新北光影
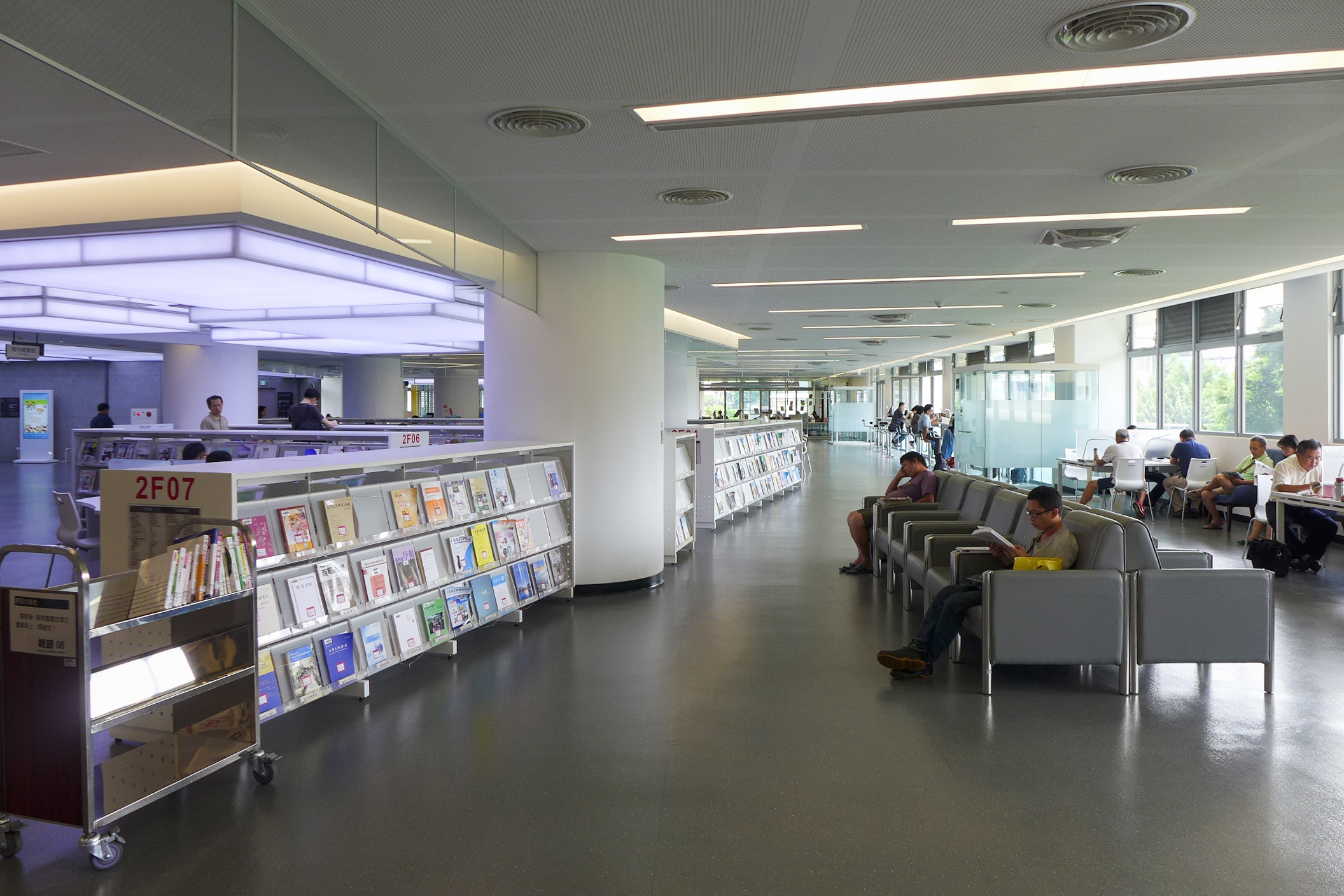
2樓期刊報紙閱覽區
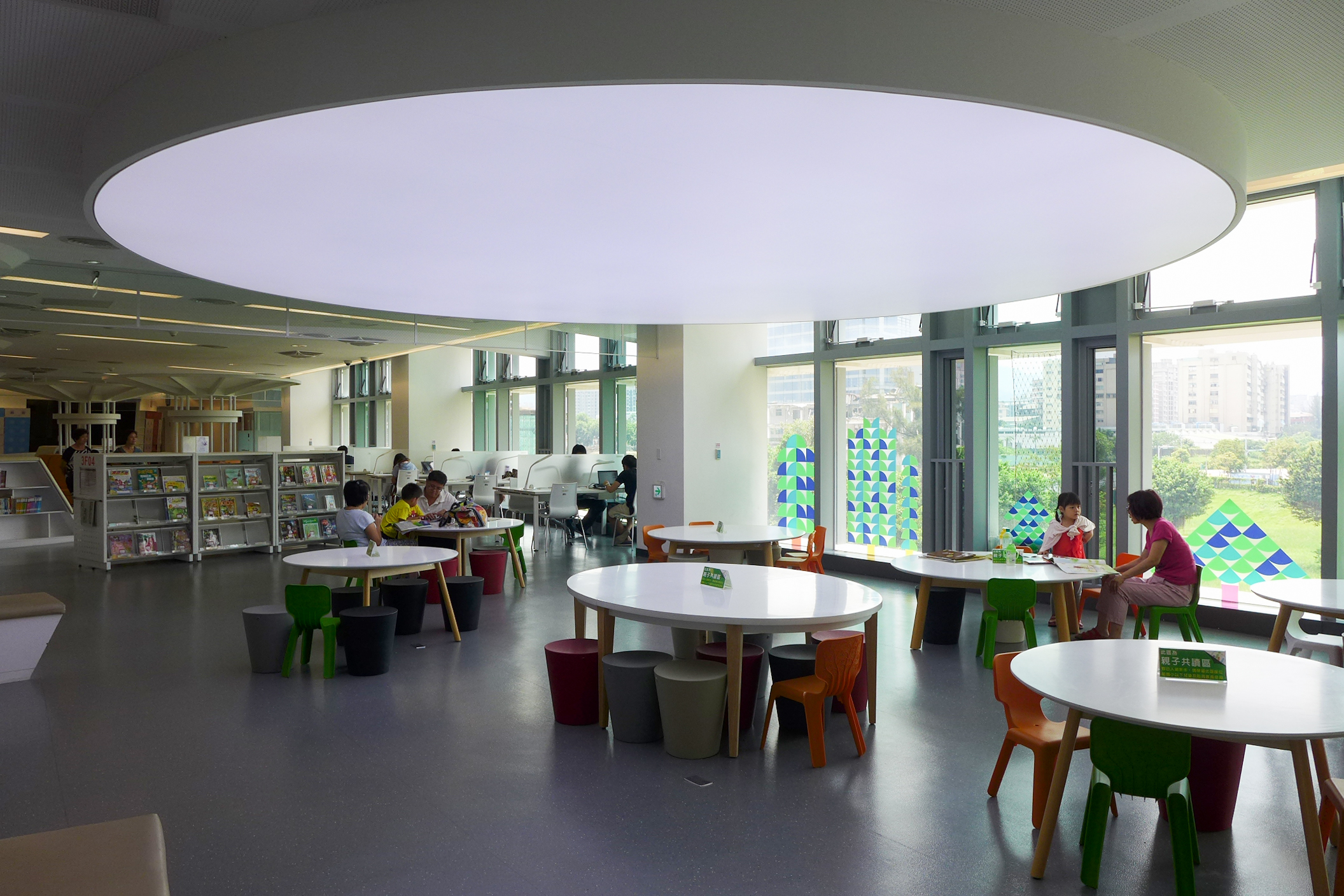
3樓兒童閱覽區
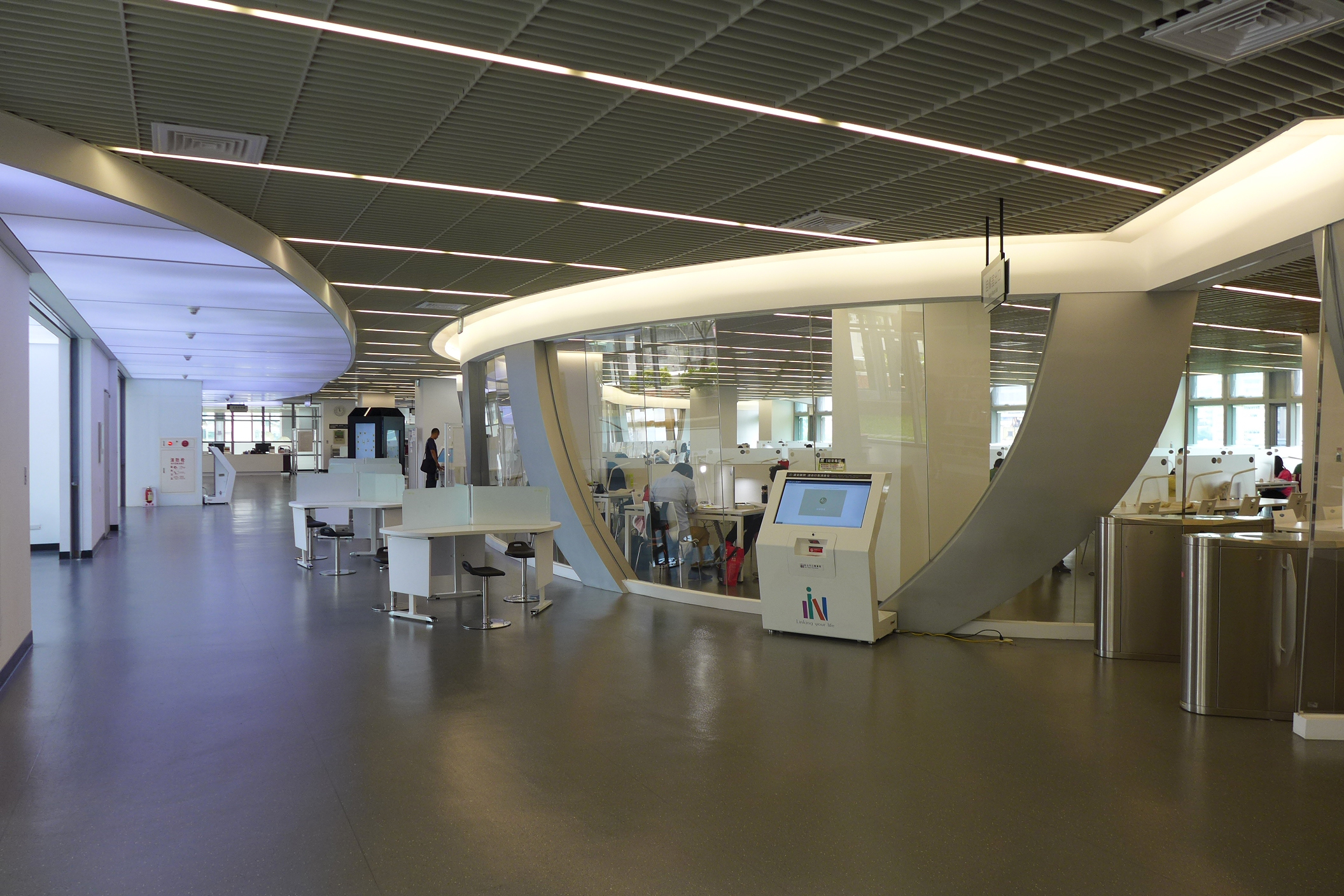
4樓自修室
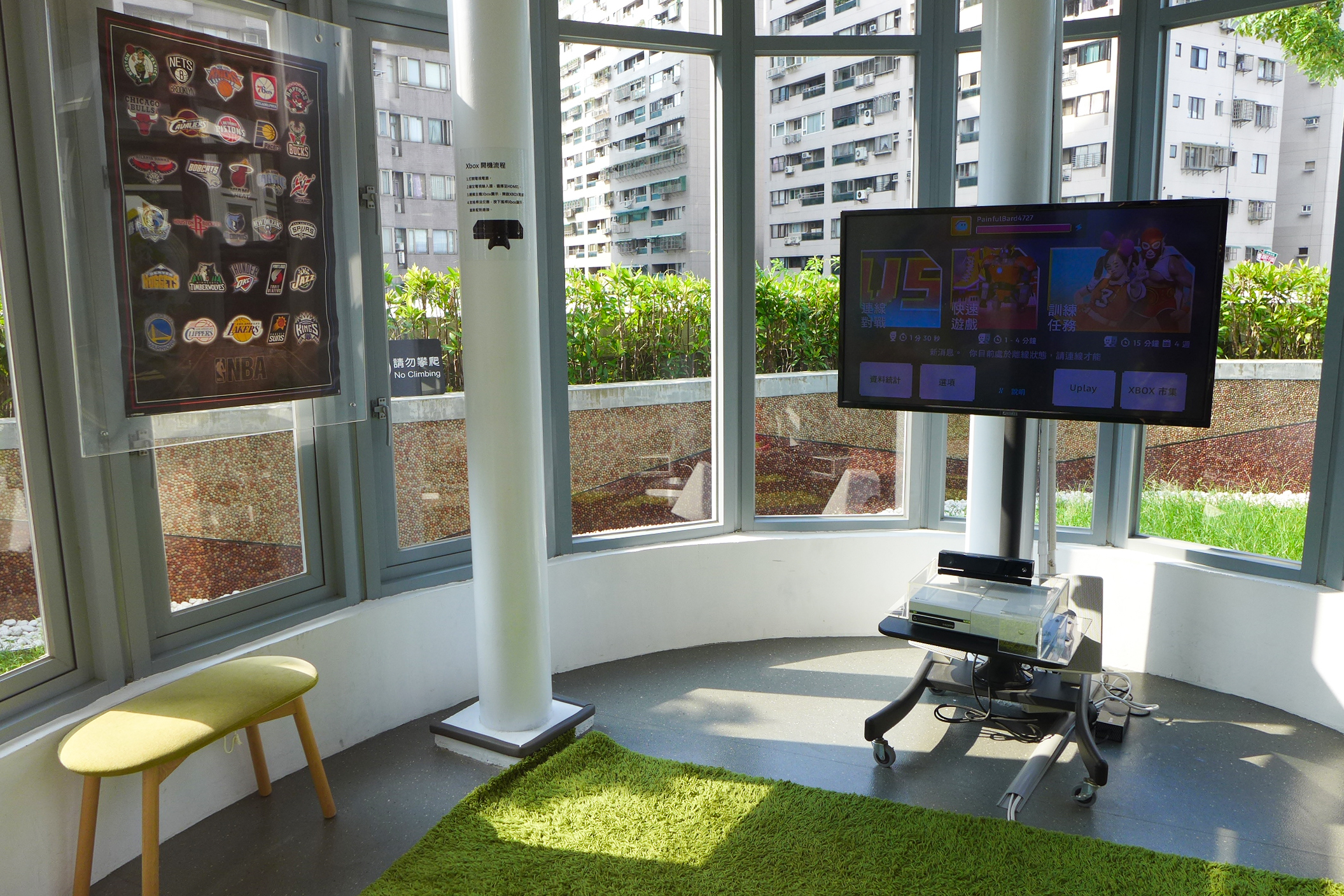
4樓陽光小屋
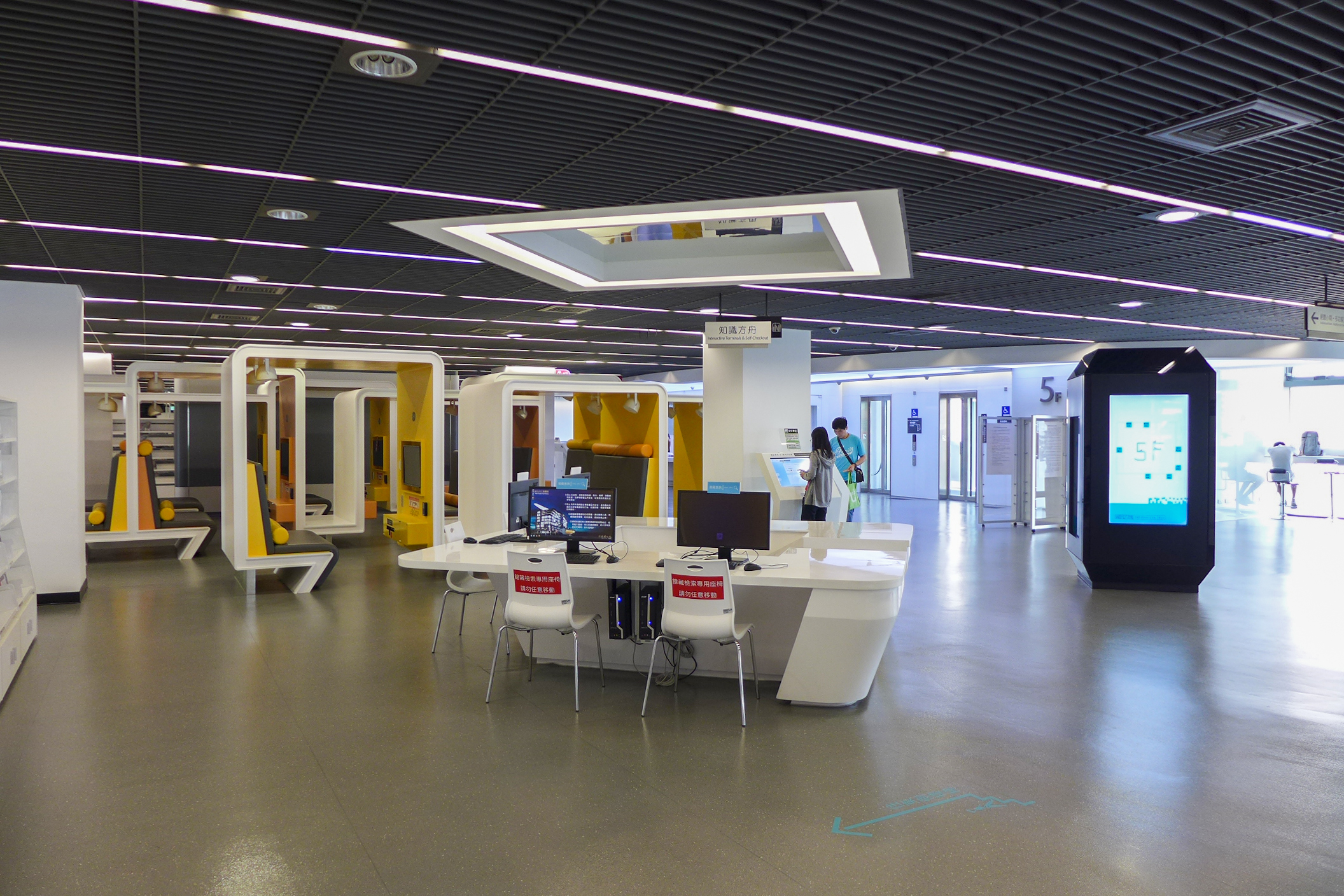
5樓視聽區
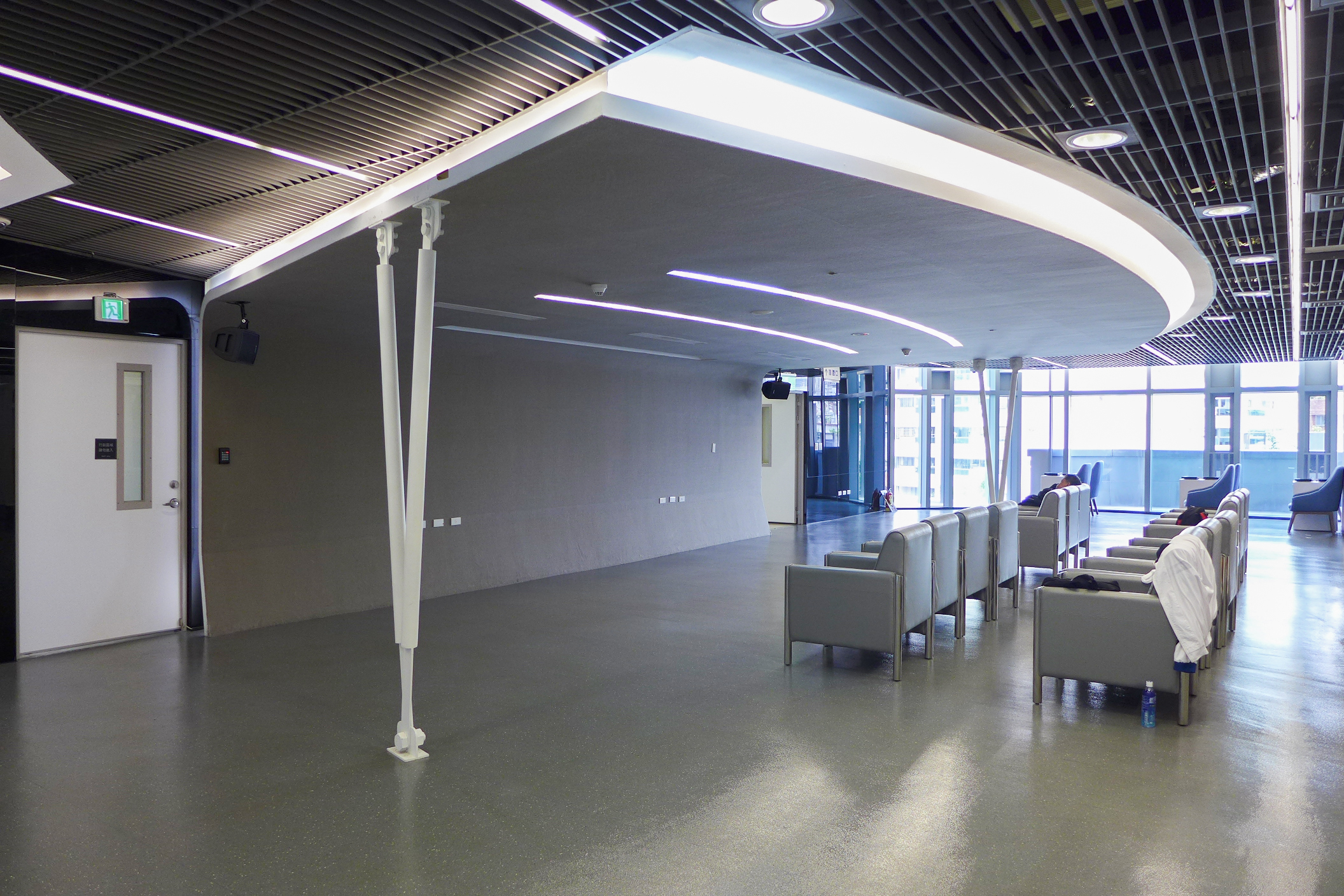
5樓團體視聽區
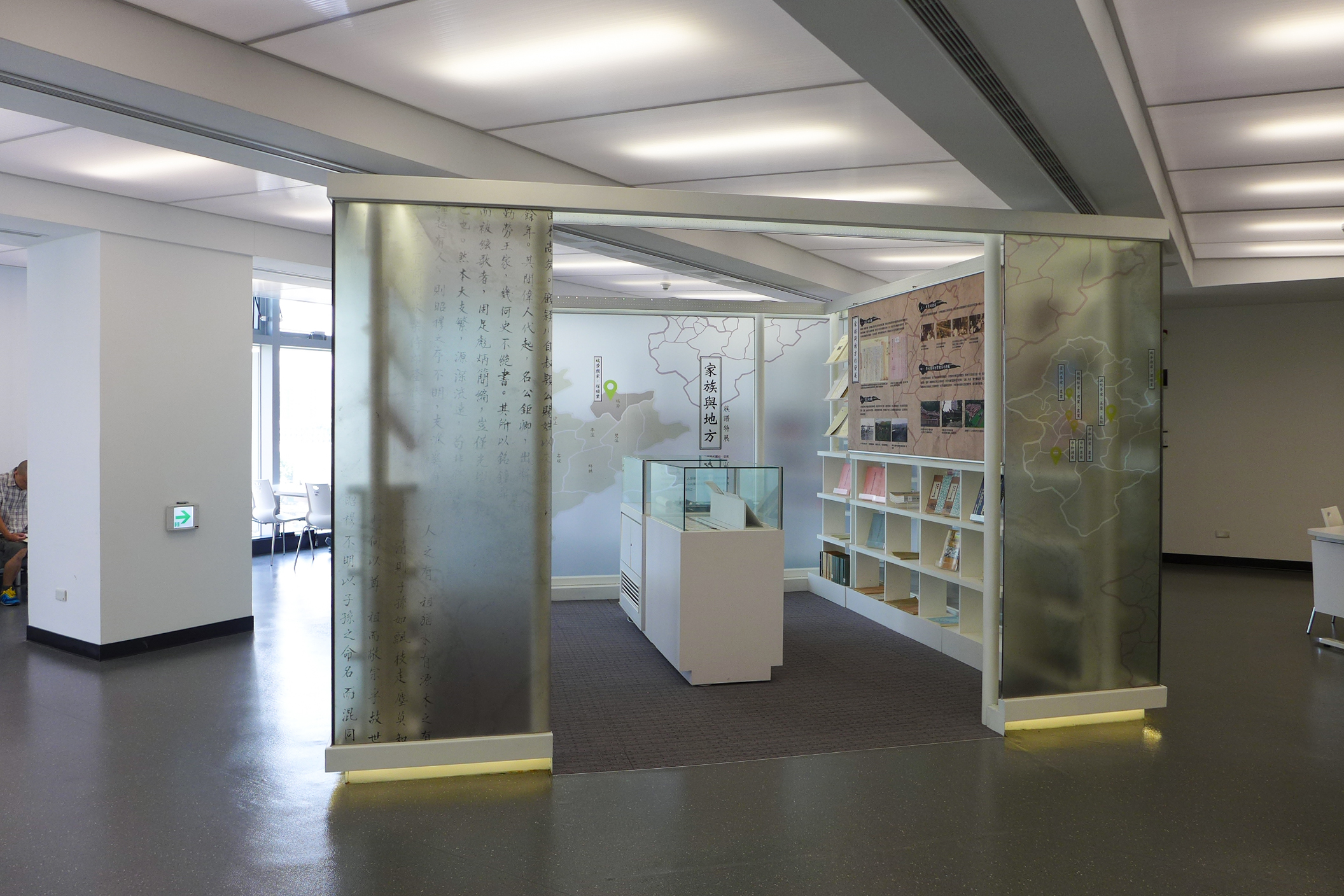
7樓展覽區
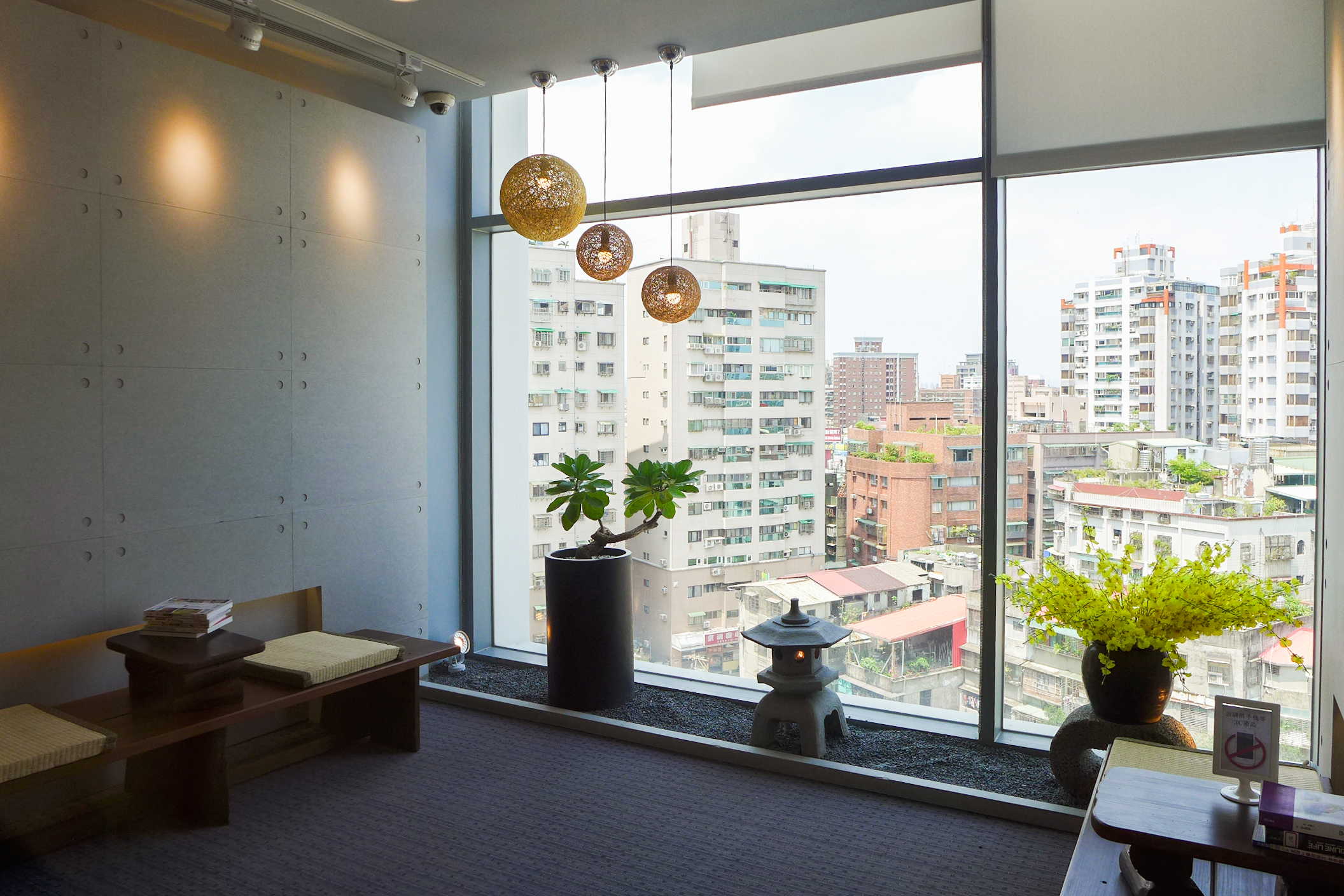
8樓悅讀角（日式禪風）
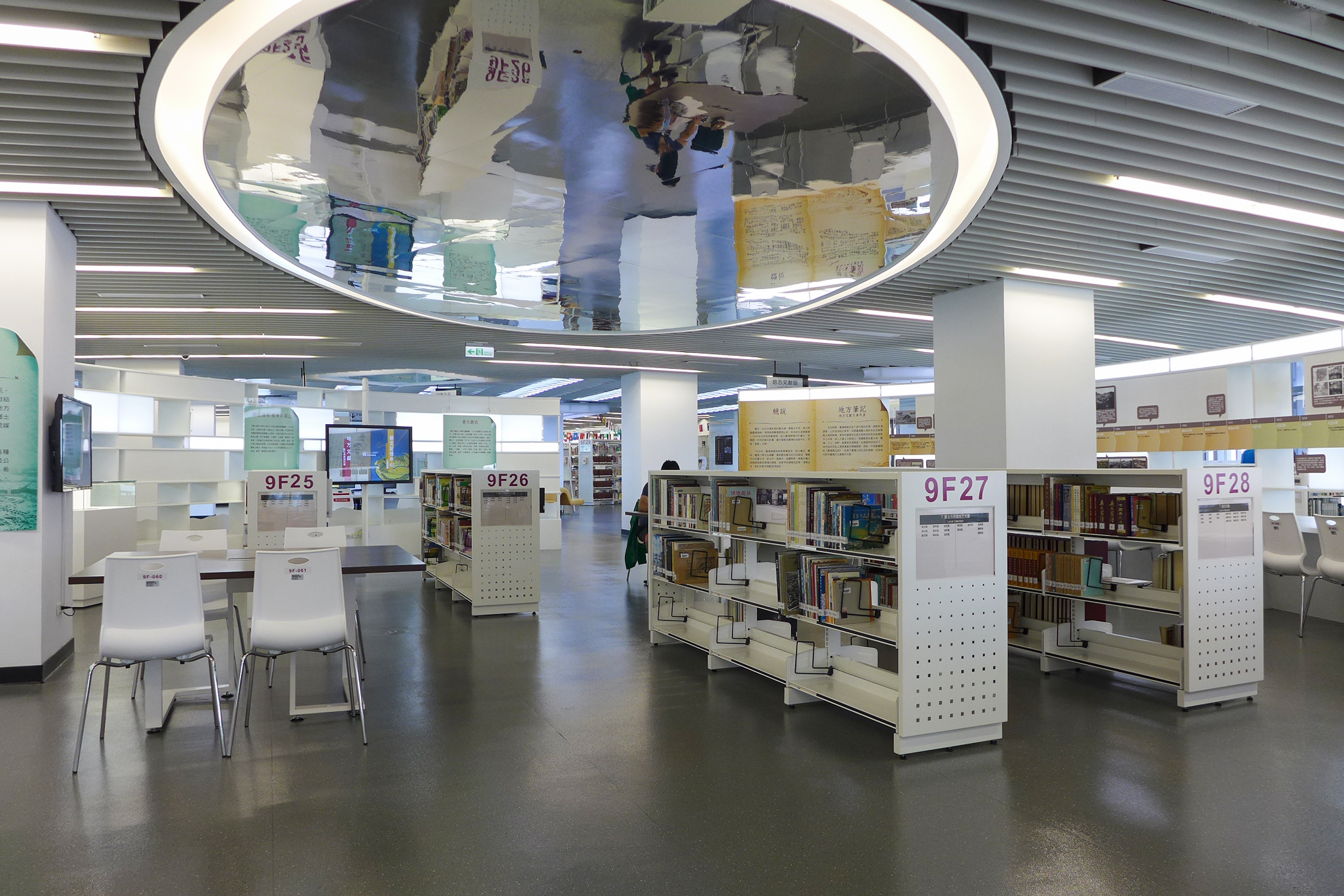
9樓地方文獻區

## 開放時間
※週日至週一16:30後、週二至週六20:30後一樓櫃檯不提供辦證及臨櫃借還書服務，但仍提供自助借還書機供讀者自行操作借還書；四樓不提供陽光小屋空間及設備借用服務，但仍提供臨櫃諮詢及自助借書設備。
- 一樓至九樓 週日至週一：上午8:30至下午5:00 / 週二至週六：上午8:30至下午9:00

10樓為行政辦公室，辦公室不對外開放。

## 交通

### 公車
- 光華商職站(南雅南路) ：

【51  板橋-永和】
【99 板橋-新莊】
【585 浮洲-捷運府中站】
【805 捷運永寧站-五股陸光國宅】
【824 歡仔園-萬坪公園】
【843 樹林-捷運府中站】
【848 臺北區監理所-板橋公車站】
【藍37 新莊迴龍-捷運板橋站】
【藍38 樹林區衛生所-捷運板橋站】
【F501 溪崑地區-板橋公車站】
- 捷運亞東醫院站(南雅南路) ：

【712 捷運迴龍站-捷運亞東醫院站】
【847 樹林-板橋】
【847區 樹林-捷運亞東醫院站】
【889 台北大學三峽校區-捷運亞東醫院站】
【藍32 板橋-聯合醫院（板橋院區）】
- 板橋夜市站(縣民大道) ：

【910 三峽-捷運府中站】
【932 三峽北大-板橋公車站】
【940 三峽國小-捷運府中站】
【948 林口-板橋公車站】
【952 南崁-板橋公車站】
- 仁愛新村站(四川路)：

【57 永和秀山站-板橋南雅站】
【234 西門-板橋歡仔園】
【656 臺大醫院-德霖科大】
【705 三峽-西門】
【796 木柵-板橋】
【806 板橋-三重-蘆洲】
【810 土城-新莊迴龍】
【1070 基隆-板橋南雅站】
【1962 桃園機場-板橋客運站】
- 福星里站（四川路）:

【245 臺大醫院-德霖科大】
【265區 板橋-行政院】
【265夜 土城-行政院】
【265經中央路 土城-行政院】
【265經明德路 土城-行政院】
【657 江子翠-德霖科大】
【657經延和路 江子翠-德霖科大】

### 開車
總館地下1-3樓設有收費停車場
- 由中山高速公路五股轉台65線快速道路往板橋方向，於板橋一出口下交流道後，續走板城路於湳仔二橋左轉後直行遠東路，於高爾富路左轉，圖書館將位於右側
- 由北二高土城方向轉台65線快速道路往板橋方向，於板橋二出口下交流道續走縣民大道，並於南雅南路口右轉後直行，於貴興路口左轉，圖書館將位於前方

### 捷運
- 板南線亞東醫院站3號出口，沿南雅南路二段至貴興路右轉直行至貴興路139號；步行時間約7-10分鐘

## 外部連結
- 新北市立圖書館總館 （页面存档备份，存于）
- 新北市立圖書館總館YouTube頻道 （页面存档备份，存于）